# Срезанный узел
Срезанный узел — это тип математического узла. В теории узлов «узел» означает окружность, вложенную в 3-сферу
{\displaystyle S^{3}=\{\mathbf {x} \in \mathbb {R} ^{4}\mid |\mathbf {x} |=1\}},
а 3-сферу можно рассматривать как границу четырёхмерного шара
{\displaystyle B^{4}=\{\mathbf {x} \in \mathbb {R} ^{4}\mid |\mathbf {x} |\leq 1\}.}
Узел {\displaystyle K\subset S^{3}} является срезанным, если он является границей диска D, должным образом вложенного в 4-мерный шар.
Что означает «должным образом вложенного», зависит от контекста и имеет различное понимание для различных типов срезанных узлов. Если D является гладким вложением в B4, то говорят, что K является гладко срезанным узлом. Если K является лишь локально плоским (что слабее), то говорят что K является топологически срезанным узлом.
Любой ленточный узел является гладким срезанным узлом.
Старый вопрос Фокса (Ralph Fox) заключается в том, является ли любой гладкий срезанный узел ленточным.
Сигнатура срезанного узла равна нулю.
Многочлен Александера срезанного узла распадается на множители {\displaystyle f(t)f(t^{-1})}, где {\displaystyle f(t)} — некоторый многочлен Лорана с целыми коэффициентами. Это известно как условие Фокса-Милнора.
Ниже следует список всех срезанных узлов с 10 и менее пересечениями. Список составлен из Атласа Узлов:
61, {\displaystyle 8_{8}}, {\displaystyle 8_{9}}, {\displaystyle 8_{20}}, {\displaystyle 9_{27}}, {\displaystyle 9_{41}}, {\displaystyle 9_{46}}, {\displaystyle 10_{3}}, {\displaystyle 10_{22}}, {\displaystyle 10_{35}}, {\displaystyle 10_{42}}, {\displaystyle 10_{48}}, {\displaystyle 10_{75}}, {\displaystyle 10_{87}}, {\displaystyle 10_{99}}, {\displaystyle 10_{123}}, {\displaystyle 10_{129}}, {\displaystyle 10_{137}}, {\displaystyle 10_{140}}, {\displaystyle 10_{153}} и {\displaystyle 10_{155}}.